# 6 Draconis
6 Draconis (6 Dra) é uma estrela na constelação Draco. A sua magnitude aparente é de 4,96.